# Disway
Disway S.A. ist ein marokkanisches Unternehmen mit Sitz in Casablanca.
Es ist der führende Großhändler für Computerhardware und -software sowie Netzwerk- und Telekommunikationsausrüstung in Marokko. Die Tätigkeit konzentriert sich auf fünf Produkt- und Dienstleistungsbereiche:
- Computer-Hardware: PCs, Laptops, Server, Drucker usw.
- Software: Betriebssysteme und Bürosoftware-Programme
- Netzwerkausrüstung: Router, Splitter, drahtlose Adapter usw.
- Sicherheitsprodukte: Antivirensoftware usw.
- Photovoltaikanlagen und Zubehör

Disway hat 4 Tochtergesellschaften: Disway Tunesie, DLS (Disway Logistic Services), Disway MEA (Handel mit Nahem Osten und Afrika), Solarway (Vertrieb von Photovoltaikanlagen).   Das Unternehmen verfügt in der Nähe des Flughafens Casablanca über eine Logistikplattform mit mehr als 33.000 m².  Es beliefert ca. 3.500 Einzelhändler.
Die Aktien sind an der Bourse de Casablanca notiert und sowohl Teil des Moroccan All Shares Index (MASI) als auch des MASI 20, dem Index der 20 meist gehandelten Unternehmen.

## Geschichte
1982 wurde die Firma Matel gegründet, die auf dem Telekommunikationsmarkt handeln sollte. 1987 folgte die Gründung von PC Market, 1991 die Gründung von Distrisoft Maroc S.A. mit dem Ziel, Microsoft-Produkte in Marokko zu importieren und zu vertreiben. Diese Firma wurde 2006 an der Börse von Casablanca eingeführt, ein Jahr später folgte Matel PC Market an die Börse.
Matel PC Market gründete 2008 die Tochtergesellschaften Qualiserv für Tunesien. 2010 erfolgte die Fusion von Matel PC Market und Distrisoft zu Disway. Diese Firma wurde Marktführer im Vertrieb von Computer- und Telekommunikationshardware in Marokko. 2011 wurde die Logistikplattform Sapino in Casablanca in Betrieb genommen, die sich über eine Fläche von 33.000 m² erstreckt. 2013 erfolgte die Gründung von Disway MEA zur Bedienung des Marktes im Nahen Osten und in Afrika, 2015 die Gründung von DLS. Sie ist im Logistiksektor tätig. 2018 betrat Disway ein neues Geschäftsfeld mit der Gründung von Solarway, die sich auf Photovoltaik- und Solarlösungen spezialisiert hat.